# توكس أولاغوندوي
توكس أولاغوندوي (بالإنجليزية: Toks Olagundoye)‏ واسمُها الكامل أولاتوكونبو سوزان أولاسوبونمي أبيكي أولاغوندوي (بالإنجليزية: Olatokunbo Susan Olasobunmi Abeke Olagundoye)‏ (مواليد 16 سبتمبر 1975)، هي مُمثلة نيجيرية.

## روابط خارجية
توكس أولاغوندوي على موقع IMDb (الإنجليزية)
- توكس أولاغوندوي على موقع ألو سيني (الفرنسية)
- توكس أولاغوندوي على موقع ميوزك برينز (الإنجليزية)
- توكس أولاغوندوي على موقع قاعدة بيانات الفيلم (الإنجليزية)
- توكس أولاغوندوي على موقع كينوبويسك (الروسية)